# يوجين بالمر
يوجين بالمر (بالإنجليزية: Eugene Olive Palmer)‏ هو رسام جامايكي، ولد في 1955.